# Россия на «Евровидении-2020»
Россия должна была участвовать в 2020 году в конкурсе песни «Евровидение» в 23-й раз — страну должна была представить группа Little Big с песней «UNO». 18 марта 2020 года Европейский Вещательный Союз объявил об отмене конкурса в связи с распространением вируса COVID-19.

## Возможные участники
После окончания Евровидения 2019 шли спекуляции о том, кто будет представлять Россию в следующем году. Певец Александр Панайотов заявил о желании представить страну в 2020 году, в чём его поддержал блогер Вадим Манукян, добавив, что на конкурсе ему должен помочь Филипп Киркоров. В конце августа в одном из интервью Григорий Лепс заявил о том, что будет просить Первый канал, чтобы Александра Панайотова взяли на Евровидение. Данная реплика вызвала негативную реакцию среди российских фанатов конкурса (а именно сам факт возможной отправки Панайотова на Евровидение «по блату»).
14 ноября во время своего концерта Ольга Бузова заявила, что «следующую песню на английском языке она исполнит на Евровидении», в связи с чем вызвала резонанс. Спустя некоторое время слухи о поездке Бузовой опровергает Директор музыкальных и развлекательных программ Первого канала (а по совместительству глава российской делегации на предстоящем конкурсе) Юрий Аксюта, заявив, что «это бред».
После окончания Детского Евровидения 2019 было объявлено, что участник от России будет выбран закрытым отбором.
21 декабря певица Zivert дала интервью шоу «Пятница с Региной», где высказалась на тему участия в Евровидении, заявив, что поедет «только при определенных условиях».
В январе Игорь Крутой объявил, что кандидатура Александра Панайотова рассматривается Первым каналом «процентов на 90» (однако сам продюсер позже будет опровергать информацию). Директор артиста Екатерина отказалась комментировать слухи о его возможной поездке. Уже 3 февраля портал SUPER опубликовал возможный шорт-лист кандидатур от России на Евровидение, в который вошли: группа Little Big, Zivert, Полина Гагарина, Александр Панайотов и Димаш Кудайбергенов. Последний сразу опроверг информацию о своём возможном участии. Однако позже Юрий Аксюта опроверг существование шорт-листа. Так же было объявлено, что участник от России будет назван в конце февраля-начале марта. В соцсетях поползли слухи, что Россию все-таки представит Александр Панайотов с песней «Слёзы моих неудач» авторства Леонида Гуткина, Владимира Матецкого и Михаила Гуцериева (по некоторым данным, это была шутка). Сам артист опроверг эту информацию.

## Участник
2 марта в программе «Время» было объявлено, что Россию на Евровидении 2020 будет представлять группа Little Big. 12 марта в программе «Вечерний Ургант» состоялась премьера конкурсной песни UNO.
18 марта стало известно, что конкурс Евровидение-2020 отменён из-за распространения COVID-19 в Европе.